# Karschia gurkoi
Espèce
Karschia gurkoi est une espèce de solifuges de la famille des Karschiidae.

## Distribution
Cette espèce est endémique du Tadjikistan.

## Description
La femelle holotype mesure 16,0 mm et le mâle paratype 13,2 mm.

## Étymologie
Cette espèce est nommée en l'honneur de Vladimir O. Gurko.

## Publication originale
- Gromov, 2004 : Four new species of the genus Karschia Walter, 1889 (Arachnida: Solifugae: Karschiidae) from Central Asia. Arthropoda Selecta Special Issue, no 1, p. 83-92 (texte intégral).